# Angeghakotreservoaren
Angeghakotreservoaren (armeniska: Անգեղակոթի ջրամբար: Angeghakoti dzjrambar) är en reservoar i Armenien. Den ligger i den sydöstra delen av landet, 140 kilometer sydost om huvudstaden Jerevan. Angeghakotreservoaren ligger 1 730 meter över havet.
Trakten runt Angeghakotreservoaren består i huvudsak av gräsmarker. Runt Angeghakotreservoaren är det ganska glesbefolkat, med 42 invånare per kvadratkilometer.